# 宿安乡
宿安乡，是中华人民共和国山東省德州市临邑县下辖的一个乡镇级行政单位。

## 行政区划
宿安乡下辖以下地区：
宿安社区村、高辛社区村、刘寨社区村、正升社区村、许寨社区村、三寨社区村、魏家社区村、耿楼社区村、五龙堂社区村和于安社区村。